# Franklin Buchanan
Franklin Buchanan (17 de septiembre de 1800 - 11 de mayo de 1874) fue un oficial de la Armada de los Estados Unidos que se convirtió en el único almirante mayor de la Armada de la Confederación durante la Guerra Civil Americana, y mandó el acorazado CSS Virginia.
Buchanan nació en Baltimore, Maryland. Se convirtió en un guardiamarina en 1815, fue ascendido a teniente en 1825, comandante en 1841 y capitán en 1855.
Durante los 45 años que sirvió en la Marina de los EE. UU., Buchanan tenía una amplia carrera y experiencia en todo el mundo del mar. Él ordenó los balandros de guerra Vincennes y Germantown durante la década de 1840 y la fragata de vapor Susquehanna en la expedición de Perry a Japón durante la década de 1850.
A partir de 1845-1847, se desempeñó como el primer superintendente de la Academia Naval de Estados Unidos, seguido por el notable servicio en la Guerra de México-Estados Unidos. Desde 1859-1861, el capitán Buchanan era el comandante de la Navy Yard Washington. Durante la Guerra Civil, se unió a las fuerzas confederadas.

## Guerra de Secesión
Buchanan fue el capitán del acorazado CSS Virginia (ex USS Merrimack) durante la batalla de Hampton Roads en Virginia. Se subió a la cubierta superior del CSS Virginia y comenzó a disparar furiosamente hacia la orilla con una carabina contra el USS Congress, el cual fue bombardeado. Pronto fue derribado por la bola minie de un francotirador en el muslo. Él finalmente se recuperó de su herida en la pierna. Nunca tuvo la oportunidad de comandar el CSS Virginia contra el USS Monitor. Ese honor fue para Catesby ap Roger Jones. Pero Buchanan había entregado a la Marina de Estados Unidos la peor derrota que tomaría hasta Pearl Harbor.
En agosto de 1862, Buchanan fue promovido al rango de almirante y enviado a comandar las fuerzas navales confederados en la Bahía Mobile, Alabama. Él supervisó la construcción del acorazado CSS Tennessee y estaba a bordo del barco en la batalla de la bahía de Mobile, contra flota de la Unión, comandada por el almirante David Glasgow Farragut, el 5 de agosto de 1864. Herido y hecho prisionero, el almirante Buchanan no se intercambió hasta febrero de 1865. Él estaba de baja por convalecencia hasta pocos meses para el final de la Guerra de Secesión.

## Vida posterior a la Guerra
Tras el conflicto, Buchanan vivió en Maryland, a continuación, fue un hombre de negocios en el hasta 1870, cuando volvió a su residencia en Maryland. Allí murió el 11 de mayo de 1874. Está enterrado en el panteón familiar.

## En su honor
Tres destructores de la marina de guerra de Estados Unidos han sido nombrados en honor del almirante Franklin Buchanan: 
- Buchanan (DD-131)
- Buchanan (DD-484)
- Buchanan (DDG-14)